# Тен (Приморская Шаранта)
Тен (фр. Thaims) — коммуна во Франции, находится в регионе Пуату — Шаранта. Департамент коммуны — Шаранта Приморская. Входит в состав кантона Жемозак. Округ коммуны — Сент.
Код INSEE коммуны — 17442.

## Население
Население коммуны на 2010 год составляло 368 человек.
| 1962 | 1968 | 1975 | 1982 | 1990 | 1999 | 2010 |
| ---- | ---- | ---- | ---- | ---- | ---- | ---- |
| 329  | 311  | 256  | 229  | 232  | 239  | 368  |